# گیتی (برنامه تلویزیونی)
گیتی (به انگلیسی: The Universe) یک سریال مستند تلویزیونی است که از شبکه هیستوری پخش می‌شد. این سریال به جستارهای وابسته به کاوش در فضا، سامانه خورشیدی و اجرام آسمانی موجود در فضا می‌پردازد. همچنین دربردارنده گفتگوهایی با متخصصان رشته‌های کیهان‌شناسی، اخترشناسی و اخترفیزیک است. این برنامه توسط شرکت فلایت ۳۳ پروداکشنز و ورکاهولیک پروداکشنز ساخته شده‌است.
نخستین قسمت این سریال در ۲۹ مه سال ۲۰۰۷ میلادی از شبکه هیستوری پخش شد.

## فصل‌ها

### بررسی اجمالی
| فصل | قسمت‌ها | قسمت‌ها | تاریخ اصلی روی آنتن رفتن | تاریخ اصلی روی آنتن رفتن |
| فصل | قسمت‌ها | قسمت‌ها | اولین بار                | آخرین بار                |
| --- | ------ | ------ | ------------------------ | ------------------------ |
| ۱   | ۱۴     | ۱۴     | ۲۹ مه ۲۰۰۷               | ۴ سپتامبر ۲۰۰۷           |
| ۲   | ۱۸     | ۱۸     | ۲۷ نوامبر ۲۰۰۷           | ۲۹ آوریل ۲۰۰۸            |
| ۳   | ۱۲     | ۱۲     | ۱۱ نوامبر ۲۰۰۸           | ۳ فوریه ۲۰۰۹             |
| ۴   | ۱۲     | ۱۲     | ۱۸ اوت ۲۰۰۹              | ۱۰ نوامبر ۲۰۰۹           |
| ۵   | ۸      | ۸      | ۲۹ ژوئیه ۲۰۱۰            | ۲۳ سپتامبر ۲۰۱۰          |
| ۶   | ۷      | ۷      | ۲۵ اکتبر ۲۰۱۱            | ۲۰ دسامبر ۲۰۱۱           |
| ۷   | ۷      | ۷      | ۱۴ فوریه ۲۰۱۲            | ۱۷ ژوئن ۲۰۱۲             |
| ۸   | ۴      | ۴      | ۱ مارس ۲۰۱۴              | ۲۲ مارس ۲۰۱۴             |
| ۹   | ۶      | ۶      | ۱۸ آوریل ۲۰۱۵            | ۲۳ مه ۲۰۱۵               |